# Insel der verlorenen Seelen (2007)
Island of Lost Souls (auch unter dem Titel Insel der verlorenen Seelen bekannt) ist ein dänischer Spielfilm aus dem Jahr 2007. In Dänemark startete der Film am 9. Februar 2007, in Deutschland am 10. Februar 2007.

## Handlung
Vorgeschichte:
Im 19. Jahrhundert kämpft der Geheimbund „Loge zur Bekämpfung des Bösen“ in Kopenhagen gegen die Mächte der Finsternis. 1871 ist es den Mitgliedern gelungen, einen überaus starken Necromancer gefangen zu setzen. Sie sind übereingekommen, dass er mithilfe des zaubermächtigen Logenbuches ins Jenseits befördert werden muss. Die einzige, die die nötige Kraft besitzt, mit der Magie des Buches umzugehen, ist Linea. Sie liest den lateinischen Text und überträgt dadurch die Zauberkraft auf sich. Als sie mit dieser Kraft den Necromancer vernichten will, befreit er sich aus seinen Fesseln. Er wirft die Logenmitglieder mit einem gleißenden Lichtstrahl zurück und greift Linea mit seiner bösen Magie an. Linea versucht verzweifelt, ihm standzuhalten. Der Logenbruder Herman schafft es, das Logenbuch zu sich heranzuziehen, ist aber zu schwach, um seiner geliebten Linea zu helfen. Sie sammelt all ihre Kräfte und schleudert den Necromancer durch das Fenster, stirbt jedoch an Entkräftung. Die überlebenden Logenmitglieder nehmen das magische Buch auseinander und teilen die Seiten unter sich auf mit dem Versprechen, sie gut zu verstecken. Das Buch wäre der Untergang der Welt, wenn es als Ganzes in die falschen Hände geriete.
Herman jedoch zerbricht danach an seiner Trauer und nimmt sich das Leben.  
In unserer Zeit:
Die 14-jährige Lulu zieht mit ihrem kleinen Bruder Sylvester („Sylle“) und ihrer Mutter Beate aus der Hauptstadt Kopenhagen in die kleine Küstenstadt Broby um, weil der Vater die Mutter mit seiner Sekretärin betrogen hat. Beide Kinder fühlen sich nicht richtig wohl in der neuen Umgebung, die Schule hat noch nicht wieder angefangen, und die Mutter hat schon ihre neue Stelle im Krankenhaus angetreten, so dass die Kinder den ganzen Tag allein sind. Lulu beschäftigt sich aus Langeweile mit übernatürlichen Kräften und Geisterbüchern und versucht, Tote mit ihrem Ouija-Brett zu beschwören. In der folgenden Nacht wird ihr Bruder – von Lulu vorerst unbemerkt – von einem Geist in Form einer kleinen Leuchtkugel besessen. Es ist Herman, der jetzt in Sylvester steckt und von seiner unbekannten Umwelt äußerst irritiert ist. Am nächsten Tag lernt Lulu den ängstlichen 13-jährigen Oliver kennen, der im Nachbarhaus zusammen mit seiner – gerade verreisten – Mutter und seinem reichen, sportbesessenen Stiefvater Alexander wohnt, während Herman zur gleichen Zeit feststellt, dass er jetzt im Körper des kleinen Jungen Sylvester gefangen ist. In der folgenden Nacht wird er von seltsamen Stimmen ans Meer gelockt. Lulu ist ihm verwirrt gefolgt und trifft dabei auf Oliver, der versucht, seinem nervigen Stiefvater aus dem Weg zu gehen. Sie erkennen jetzt beide, dass Sylvester offenbar besessen ist. Herman erzählt ihnen seine Geschichte und bittet sie um Hilfe, dass er Sylvester wieder verlassen und in Ruhe tot sein kann, weil doch das Leben für ihn zu schmerzhaft ist wegen des Verlustes von Linea. Da es keine Exorzisten mehr gibt, schlägt Oliver vor, am nächsten Tag den Hellseher und Psychotherapeuten Richard aufzusuchen, um Herman „auszutreiben“. Richard ist zwar paranormalen Phänomenen zugetan – er hat einen Spectre-Tracker gebaut, um Geister anzulocken, leider reagieren nur Hunde darauf – ist aber dennoch skeptisch, was die Erzählung der Kinder betrifft. Enttäuscht beschließen Lulu, Oliver und Herman, sich das Ruderboot von Olivers Stiefvater auszuleihen und zur unbewohnten Mönchsinsel zu rudern, denn Herman vernimmt aus der Richtung die seltsamen Stimmen, die ihn um Hilfe anflehen. Sie hoffen, dort die Lösung für Hermans Dilemma zu finden.
In der Inselmitte treffen die drei auf merkwürdige verbrannte Linien und eine plötzlich zum Leben erwachte Vogelscheuche, die die Kinder durch den Wald jagt. Mit knapper Not entkommen sie, geraten aber in eine unterirdische Grotte mit Regalen voller kleiner Glasflaschen, in denen Leuchtkugeln schweben: eingesperrte „verlorene“ Seelen.
Inzwischen schaut sich Richard noch mal den Film an, den er von Sylvester/Herman aufgenommen hat, und stellt fest, dass der Junge von einer Lichterscheinung und der Gestalt eines erwachsenen Mannes überlagert wird. Richard ist jetzt überzeugt, dass er es mit einem echten Geist zu tun hat. Er macht sich auf zum Hafen.
Im Gewölbe erklärt Herman den anderen Kindern, dass sie die Seelen nicht einfach freilassen können, weil sie den Weg nicht alleine wieder ins Jenseits finden könnten. Es würden hunderte von verlorenen Seelen durch Broby irren. Sie hören Geräusche und entdecken eine unheimliche Kapuzengestalt, die vor einem großen Pentagramm auf dem Boden einer weiteren Höhle steht. Herman erkennt in der Gestalt den Necromancer, der den Fenstersturz damals offensichtlich überlebt hat. Der böse Magier ruft die Seelen aus dem Jenseits, sperrt sie in die Flaschen und zwingt sie dazu, die Verstecke vergessener Schätze preiszugeben. Herman weiß jetzt, dass der Necromancer ihn aus dem Jenseits rief, seine Seele aber durch Lulus Ouija-Brett abgelenkt wurde. Der böse Magier beschwört ein unheimliches Schattenwesen, das nur im Licht (ohne Licht kein Schatten!) existieren kann, und hetzt es auf die Kinder. Auf der Flucht reißen sie eines der Regale um, und die Seelen entkommen aus ihren Flaschen. Als die Kinder ans Ufer gelangen, ist das Boot verschwunden. Der Necromancer holt sie gemeinsam mit der Vogelscheuche ein und offenbart ihnen das Geheimnis seines langen Lebens: Alle 25 Jahre musste sich seine Seele einen neuen Wirtskörper suchen. Der Wirt bot sich jedes Mal freiwillig an im Gegenzug für enormen Reichtum. Der Necromancer verspricht, Lulu und Oliver am Leben zu lassen, wenn Herman ihm die letzten Seiten des Logenbuches gibt. In dem Moment hören sie ein Motorbootː Es ist Richard. Die Kinder springen ins Wasser, schwimmen zu ihm und können entkommen.
Bei Richard besprechen sie ihr weiteres Vorgehen. Sie müssen den Necromancer vernichten, weil er sonst die Welt mithilfe des vollständigen Logenbuches in Finsternis hüllen wird. Die geflohenen Seelen irren inzwischen in Broby umher, besetzen die Einwohner und verursachen Chaos. Richard stellt fest, dass man mittels eines Elektroschockers die Seele aus Sylvester vertreiben kann. Sie kommt aber wenig später zurück und besetzt ihn erneut. Auch das wiederholte Einsetzen des Spectre-Trackers lockt nur wieder die Nachbarshunde an. Lulu findet in einem ihrer Geisterbücher den Hinweis, dass der „Rat der Toten“ ihnen helfen könnte. Sie beschließen, sich abends am Spielplatz zu treffen, um die Toten zu beschwören. Wieder zuhause, muss Beate wegen der vielen plötzlich auftretenden Verhaltensauffälligkeiten der Einwohner von Broby zur Nachtschicht ins Krankenhaus. Lulu und Herman werden von der Vogelscheuche angegriffen, die sie aber in Brand stecken und so vertreiben können. Als sie am Spielplatz eintreffen, hat Richard schon alles vorbereitet zur Geisterbeschwörung. Es erscheinen die Seelen von vier verstorbenen Personen aus verschiedenen Kulturen. Herman kann sich, da er selber tot ist, mit ihnen verständigen und erfährt, das in die Mitte des Pentagramms mit roter Farbe ein Zauberzeichen gemalt werden muss. So würde die Macht des Necromancers gebrochen. Der Totenrat ritzt das Zeichen in den Sand, es verschwindet aber gleich wieder zusammen mit dem Rat. Die Kinder beschließen, Herman in den Körper von Olivers sportlichem Stiefvater Alexander zu transferieren, um ihre Chancen gegen den Necromancer zu vergrößern.
Beate ist derweil auf dem Weg zum Krankenhaus vom Necromancer entführt worden. Die Kinder und Richard finden das verlassene Auto und ahnen Böses. Lulu macht sich auf die Suche nach ihrer Mutter, die anderen gehen zu Oliver. Dort versuchen sie, Hermans Seele in Alexander zu übertragen, das schlägt aber fehl, denn Alexander ist der neueste Wirt des Necromancers. Er zwingt Herman, mit ihm zu kommen, und hetzt das Schattenwesen auf Oliver und Richard. Sie können es verscheuchen, indem sie überall Licht ausschalten. Zusammen mit Lulu, dem Ouija-Brett und Richards modifiziertem Spectre-Tracker begeben sie sich erneut auf den Weg zur Mönchsinsel.
Der Necromancer hat Herman und die ohnmächtige Beate in die Grotte verschleppt und erpresst von dem Jungen das Versteck der Logenbuchblätter. Er droht, Lineas Seele in der Flasche auf den Meeresgrund zu versenken, so dass sie auf ewig gefangen wäre. Herman gibt nach. Die Blätter liegen in einem Gedichtband in der königlichen Bibliothek in Kopenhagen. Der Necromancer macht sich auf den Weg.
Lulu gelingt es, mit einer Formel aus ihrem Geisterbuch, Dieter, einen toten Nazipiloten aus dem Zweiten Weltkrieg, zu beschwören. Dieter besetzt Oliver, und so können sie alle mit einem kleinen Propellerflugzeug zur Mönchsinsel fliegen. Richard bleibt im kreisenden Flugzeug, um mit dem Spectre-Tracker die Gehilfen des Necromancers aufzuhalten, Lulu springt ab. Ihre Aufgabe ist das Malen des Zauberzeichens im Pentagramm. In der Grotte findet sie ihre erwachte Mutter und ihren Bruder. Herman wurde vom Necromancer in eine Flasche gesperrt. Die inzwischen eingetroffenen Gehilfen, die Vogelscheuche und das Schattenwesen, werden vom Spectre-Tracker aus der Grotte gezogen, Lulus Funkgerät wird dabei aber zerstört. Richard entdeckt vom Flugzeug aus, dass die verbrannten Linien ein riesiges Pentagramm in der Inselmitte bilden und Lulu offensichtlich gerade dabei ist, das Zauberzeichen in das falsche Pentagramm zu malen. Da er keinen Kontakt zu ihr hat, muss Oliver abspringen, um Lulu zu warnen. Sie stellt inzwischen fest, dass das Zeichen nicht funktioniert und verlässt mit Beate und Sylvester die Grotte. Der Necromancer ist wieder zurück aus Kopenhagen und hat gerade begonnen, am Riesenpentagramm die Beschwörungsformel zur Weltenvernichtung aus dem jetzt kompletten Logenbuch zu lesen. Oliver landet mit seinem Fallschirm genau auf dem Necromancer und verhindert die Vollendung der Beschwörung. Er klärt Lulu über das richtige Pentagramm auf, sie werden aber vom bösen Magier davongeschleudert. Während der Necromancer die Beschwörungsformel wieder aufnimmt, schleppt sich Lulu heimlich zum fünfeckigen Stein in der Mitte des Pentagramms und malt dort mit dem Blut aus ihrer Kopfwunde das Zeichen auf. Ein gewaltiger Schlund tut sich auf, das Erdbeben bringt die Grotte zum Einsturz, und alle Flaschen zerbrechen. Die befreiten Seelen und auch alle aus Broby werden Richtung Pentagramm gezogen. Hermans Geist fährt wieder in Sylvester. Er findet das Logenbuch und die bewusstlose Lulu am Rand des riesigen Lochs. Der Necromancer hat überlebt und greift den hilflosen Herman an. Von dem Geschrei erwacht Lulu und stellt sich dem Magier in den Weg. Herman gelingt es mit letzter Kraft, die Macht des Buches auf Lulu zu übertragen, die so viel Kraft entwickelt, dass sie den Necromancer in den Schlund werfen kann. Eine gigantische Lichtsäule, die „Brücke der Seelen“, bildet sich zwischen Erde und Himmel, von der die befreiten Seelen angezogen werden. Inzwischen gelingt es Richard, das Flugzeug auf der Insel zu landen und zu den anderen zu stoßen. Herman übergibt das Logenbuch an Lulu und erklärt sie und ihre Mitstreiter zu neuen Logenmitgliedern. Dann verlässt er den Körper von Sylvester und trifft auf seine geliebte Linea. Gemeinsam gehen sie ins Licht.

## Kritik
„Ein trotz bescheidenen Budgets durchaus gelungener Fantasy- und Zeitreise-Abenteuerfilm.“

Der Film wird von verschiedenen Seiten unterschiedlich bewertetː Die Redaktion von cinema.de vergibt ihm 5 von 5 Sternen („Cooler Mystery-Mix für Jung und Alt.“), während kino.de nur 3,5 von 5 erübrigen will („Überzeugende Jungdarsteller springen in die Bresche, wenn die Story mal schwächelt...“).